# Gran Premio del Pacífico de Motociclismo de 2003
El Gran Premio del Pacífico de Motociclismo de 2003 fue la decimotercera prueba del Campeonato del Mundo de Motociclismo de 2003. Tuvo lugar en el fin de semana del 3 al 5 de octubre de 2003 en el circuito Twin Ring Motegi, situado en la prefectura de Tochigi, Japón. La carrera de MotoGP fue ganada por Max Biaggi, seguido de Valentino Rossi y Nicky Hayden. Toni Elías ganó la prueba de 250cc, por delante de Roberto Rolfo y Manuel Poggiali. La carrera de 125cc fue ganada por Héctor Barberá, Casey Stoner fue segundo y Andrea Dovizioso tercero.

## Resultados MotoGP
| Pos | Piloto             | Constructor | Tiempo/Retirado | Grilla | Puntos |
| --- | ------------------ | ----------- | --------------- | ------ | ------ |
| 1   | Max Biaggi         | Honda       | 43:57.590       | 1      | 25     |
| 2   | Valentino Rossi    | Honda       | +3.754          | 3      | 20     |
| 3   | Nicky Hayden       | Honda       | +5.641          | 5      | 16     |
| 4   | Sete Gibernau      | Honda       | +19.456         | 4      | 13     |
| 5   | Marco Melandri     | Yamaha      | +19.909         | 9      | 11     |
| 6   | Alex Barros        | Yamaha      | +20.938         | 8      | 10     |
| 7   | Tohru Ukawa        | Honda       | +22.307         | 11     | 9      |
| 8   | Loris Capirossi    | Ducati      | +27.887         | 6      | 8      |
| 9   | Shinya Nakano      | Yamaha      | +41.731         | 12     | 7      |
| 10  | Akira Ryo          | Suzuki      | +50.106         | 14     | 6      |
| 11  | Ryuichi Kiyonari   | Honda       | +53.214         | 20     | 5      |
| 12  | Noriyuki Haga      | Aprilia     | +53.589         | 25     | 4      |
| 13  | Olivier Jacque     | Yamaha      | +1:05.620       | 15     | 3      |
| 14  | Nobuatsu Aoki      | Proton KR   | +1:07.535       | 18     | 2      |
| 15  | Kenny Roberts, Jr. | Suzuki      | +1:09.055       | 19     | 1      |
| 16  | Andrew Pitt        | Kawasaki    | +1:11.533       | 22     |        |
| 17  | Colin Edwards      | Aprilia     | +1:27.583       | 13     |        |
| 18  | Tamaki Serizawa    | Moriwaki    | +1:33.001       | 23     |        |
| 19  | José David de Gea  | Harris WCM  | +1 Lap          | 24     |        |
| Ret | Garry McCoy        | Kawasaki    | Retirement      | 21     |        |
| Ret | Jeremy McWilliams  | Proton KR   | Retirement      | 17     |        |
| Ret | Carlos Checa       | Yamaha      | Retirement      | 7      |        |
| Ret | John Hopkins       | Suzuki      | Retirement      | 16     |        |
| Ret | Chris Burns        | Harris WCM  | Retirement      | 26     |        |
| Ret | Troy Bayliss       | Ducati      | Retirement      | 10     |        |
| Ret | Makoto Tamada      | Honda       | Retirement      | 2      |        |

## Resultados 250cc
| Pos | Piloto           | Constructor | Tiempo/Retirado | Grilla | Puntos |
| --- | ---------------- | ----------- | --------------- | ------ | ------ |
| 1   | Toni Elías       | Aprilia     | 43:57.125       | 1      | 25     |
| 2   | Roberto Rolfo    | Honda       | +1.483          | 11     | 20     |
| 3   | Manuel Poggiali  | Aprilia     | +2.159          | 7      | 16     |
| 4   | Yuki Takahashi   | Honda       | +6.018          | 10     | 13     |
| 5   | Hiroshi Aoyama   | Honda       | +6.163          | 6      | 11     |
| 6   | Randy de Puniet  | Aprilia     | +20.407         | 3      | 10     |
| 7   | Naoki Matsudo    | Yamaha      | +25.938         | 8      | 9      |
| 8   | Fonsi Nieto      | Aprilia     | +28.417         | 15     | 8      |
| 9   | Alex Debón       | Honda       | +39.804         | 13     | 7      |
| 10  | Choyun Kameya    | Honda       | +39.919         | 14     | 6      |
| 11  | Chaz Davies      | Aprilia     | +49.703         | 12     | 5      |
| 12  | Christian Gemmel | Honda       | +55.921         | 18     | 4      |
| 13  | Alex Baldolini   | Aprilia     | +1:01.015       | 22     | 3      |
| 14  | Dirk Heidolf     | Aprilia     | +1:03.387       | 24     | 2      |
| 15  | Masaki Tokudome  | Yamaha      | +1:03.530       | 20     | 1      |
| 16  | Hugo Marchand    | Aprilia     | +1:04.299       | 19     |        |
| 17  | Erwan Nigon      | Aprilia     | +1:04.621       | 16     |        |
| 18  | Jakub Smrž       | Honda       | +1:21.680       | 26     |        |
| 19  | Joan Olivé       | Aprilia     | +1:44.192       | 28     |        |
| 20  | Henk vd Lagemaat | Honda       | +1 Lap          | 30     |        |
| Ret | Sebastián Porto  | Honda       | Retirement      | 4      |        |
| Ret | Tomoyoshi Koyama | Yamaha      | Retirement      | 9      |        |
| Ret | Jaroslav Huleš   | Yamaha      | Retirement      | 29     |        |
| Ret | Sylvain Guintoli | Aprilia     | Retirement      | 5      |        |
| Ret | Anthony West     | Aprilia     | Retirement      | 23     |        |
| Ret | Eric Bataille    | Honda       | Retirement      | 21     |        |
| Ret | Héctor Faubel    | Aprilia     | Retirement      | 17     |        |
| Ret | Johann Stigefelt | Aprilia     | Retirement      | 27     |        |
| Ret | Franco Battaini  | Aprilia     | Retirement      | 2      |        |
| Ret | Lukáš Pešek      | Yamaha      | Retirement      | 25     |        |

## Resultados 125cc
| Pos | Piloto             | Constructor | Tiempo/Retirado | Grilla | Puntos |
| --- | ------------------ | ----------- | --------------- | ------ | ------ |
| 1   | Héctor Barberá     | Aprilia     | 41:54.483       | 4      | 25     |
| 2   | Casey Stoner       | Aprilia     | +0.164          | 10     | 20     |
| 3   | Andrea Dovizioso   | Honda       | +0.304          | 5      | 16     |
| 4   | Stefano Perugini   | Aprilia     | +2.731          | 2      | 13     |
| 5   | Steve Jenkner      | Aprilia     | +2.970          | 16     | 11     |
| 6   | Dani Pedrosa       | Honda       | +3.215          | 1      | 10     |
| 7   | Mika Kallio        | KTM         | +3.264          | 13     | 9      |
| 8   | Pablo Nieto        | Aprilia     | +9.200          | 6      | 8      |
| 9   | Alex de Angelis    | Aprilia     | +13.016         | 8      | 7      |
| 10  | Thomas Lüthi       | Honda       | +13.195         | 15     | 6      |
| 11  | Mirko Giansanti    | Aprilia     | +13.353         | 19     | 5      |
| 12  | Álvaro Bautista    | Aprilia     | +19.848         | 18     | 4      |
| 13  | Masao Azuma        | Honda       | +20.107         | 21     | 3      |
| 14  | Gábor Talmácsi     | Aprilia     | +20.616         | 12     | 2      |
| 15  | Simone Corsi       | Honda       | +23.402         | 17     | 1      |
| 16  | Stefano Bianco     | Gilera      | +24.840         | 9      |        |
| 17  | Youichi Ui         | Gilera      | +30.548         | 24     |        |
| 18  | Fabrizio Lai       | Malaguti    | +47.008         | 23     |        |
| 19  | Arnaud Vincent     | Aprilia     | +52.431         | 22     |        |
| 20  | Andrea Ballerini   | Honda       | +52.675         | 30     |        |
| 21  | Shuhei Aoyama      | Honda       | +57.467         | 29     |        |
| 22  | Robbin Harms       | Aprilia     | +1:11.694       | 33     |        |
| 23  | Hiroaki Kuzuhara   | Honda       | +1:11.770       | 36     |        |
| 24  | Julián Simón       | Malaguti    | +1:13.195       | 25     |        |
| 25  | Sadahito Suma      | Honda       | +1:16.576       | 31     |        |
| 26  | Imre Tóth          | Honda       | +1:28.964       | 32     |        |
| Ret | Roberto Locatelli  | KTM         | Retirement      | 20     |        |
| Ret | Jorge Lorenzo      | Derbi       | Retirement      | 3      |        |
| Ret | Gino Borsoi        | Aprilia     | Retirement      | 11     |        |
| Ret | Marco Simoncelli   | Aprilia     | Retirement      | 14     |        |
| Ret | Yuki Hatano        | Honda       | Retirement      | 37     |        |
| Ret | Mike Di Meglio     | Honda       | Retirement      | 26     |        |
| Ret | Michele Danese     | Honda       | Retirement      | 38     |        |
| Ret | Lucio Cecchinello  | Aprilia     | Retirement      | 7      |        |
| Ret | Max Sabbatani      | Aprilia     | Retirement      | 35     |        |
| Ret | Toshihisa Kuzuhara | Honda       | Retirement      | 27     |        |
| Ret | Gioele Pellino     | Aprilia     | Retirement      | 34     |        |
| Ret | Emilio Alzamora    | Derbi       | Retirement      | 28     |        |